# Джеф Дайър
Джеф Дайър (на английски: Geoff Dyer) е английски журналист и писател на произведения в жанр драма, пътепис и документалистика.

## Биография и творчество
Джеф Дайър е роден на 5 юни 1958 г. в Челтнъм, Глостършър, Англия, в семейството на тенекеджия и готвачка в училищен стол. Завършва местната гимназия и печели стипендия, с която завършва английска филология в колежа Корпус Кристи на Оксфордския университет.
След дипломирането си работи като журналист в Лондон. Пише за „Гардиън“, „The Independent“, „New Statesman“ и „Esquire“.
Първата му книга „Ways of Telling“ (Начини за разказване), за писателя Джон Бергер, е издадена през 1987 г., а първият му роман „The Colour of Memory“ (Цветът на паметта) е издаден през 1989 г.
Жени се за Ребека Уилсън, главен куратор в галерия „Саатчи“ в Лос Анджелис.
През есенния семестър на 2012 г. е гост-професор в Университета на Айова, през есенния семестър на 2013 г. е гост-професор в Колумбийския университет, Ню Йорк, а през пролетния семестър на 2015 г. и есенния семестър на 2016 г. гост-професор в Центъра за писатели Мишнер на Тексаския университет в Остин. После е резидент писател в Университета на Южна Калифорния, Лос Анджелис.
Член е на Кралското общество на литературата, почетен сътрудник на колежа Корпус Кристи, Оксфорд, а през 2015 г. е избран за член на Американската академия на изкуствата и науките.
През 2015 г. получава наградата за литература „Уиндъм – Кембъл“ за цялостното си творчество и развитие на документалната литература.
Джеф Дайър живее със семейството си във Венис, Лос Анджелис.

## Произведения

### Самостоятелни романи
- The Colour of Memory (1989)
- The Search (1993)
- Paris Trance (1998)
- Jeff in Venice, Death in Varanasi (2007) – награда „Болинджър Уодхаус“ за най-добър комичен роман
Джеф във Венеция, смърт във Варанаси, изд.: ИК „Прозорец“, София (2010), прев. Невена Дишлиева-Кръстева

### Сборници
- Ox-Tales:Fire (2009) – с Лайънъл Шрайвър, Себастиан Фолк, Марк Хадън, Джон льо Каре, Викрам Сет, Виктория Хислъп, Али Смит, Уилям Сътклиф, Джанет Уинтърсън и Сяолу Гуо

### Документалистика
- Ways of Telling: The Work of John Berger (1987)
- But Beautiful: A Book About Jazz (1991) – награди „Съмърсет Моъм“ и „Чарлз Делоне“
- The Missing of the Somme (1994)
- Out of Sheer Rage (1997)
- Anglo-English Attitudes (1999)
- Yoga for People Who Can't Be Bothered To Do IT (2003)
- The Ongoing Moment (2005)
- Working the Room (2010)
- Otherwise Known as the Human Condition (2011) – национална награда на критиката
- Zona (2012)
- Another Great Day at Sea (2014)
- White Sands (2016)
- Experiences From the Outside World (2016)
- The Street Philosophy of Garry Winogrand (2018)
- Broadsword Calling Danny Boy (2018)
- See / Saw (2021)

### Екранизации
- 1991 4 Play – тв сериал, 1 епизод
- ?? The French Concession